# Ohel
El Ohel (en hebreo: אהל) es una estructura que protege las tumbas del Rebe de Jabad, el Rabino Menachem Mendel Schneerson (1902-1994) y su suegro, el Rabino Yosef Yitzchak Schneerson (1880-1950). El Ohel está situado en el cementerio de Montefiore, en el barrio de Queens, en la ciudad de Nueva York, en los Estados Unidos de América. Allí han sido enterrados los dos últimos rebes de la dinastía jasídica Jabad-Lubavitch. El Ohel es un lugar de peregrinación y es visitado anualmente por miles de personas, normalmente judíos jasídicos de la dinastía Jabad.

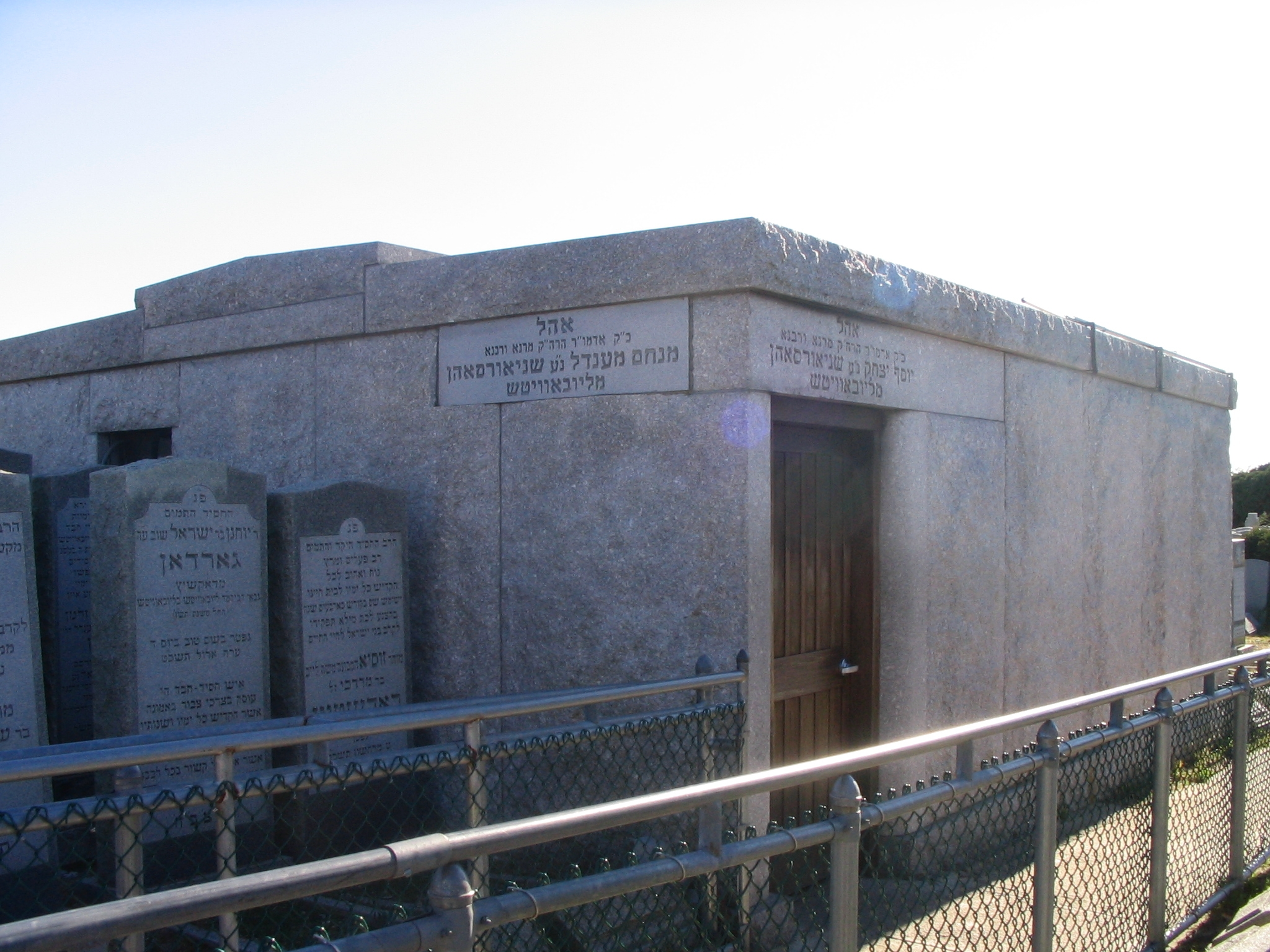
Vista exterior.
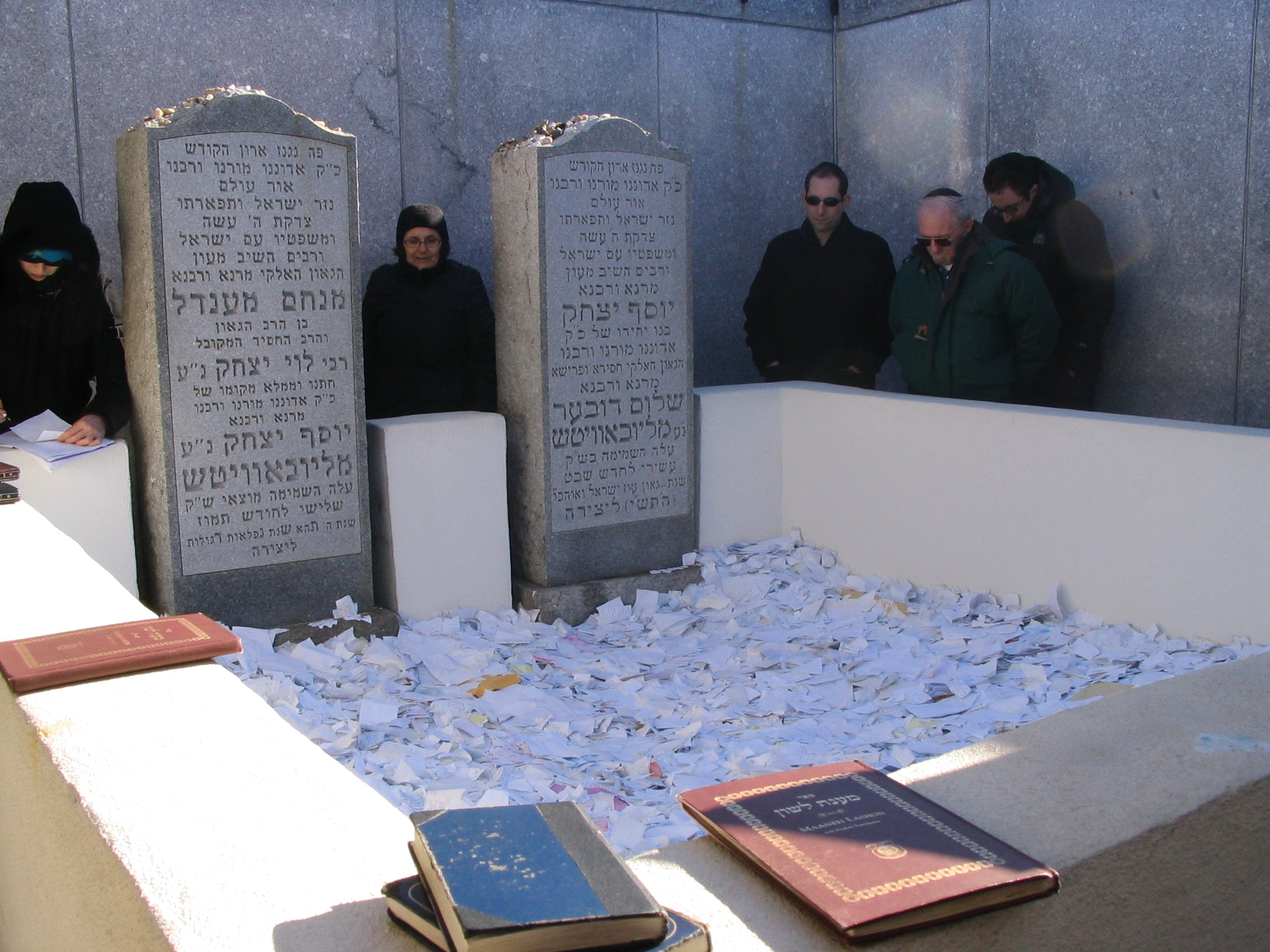
Vista interior.
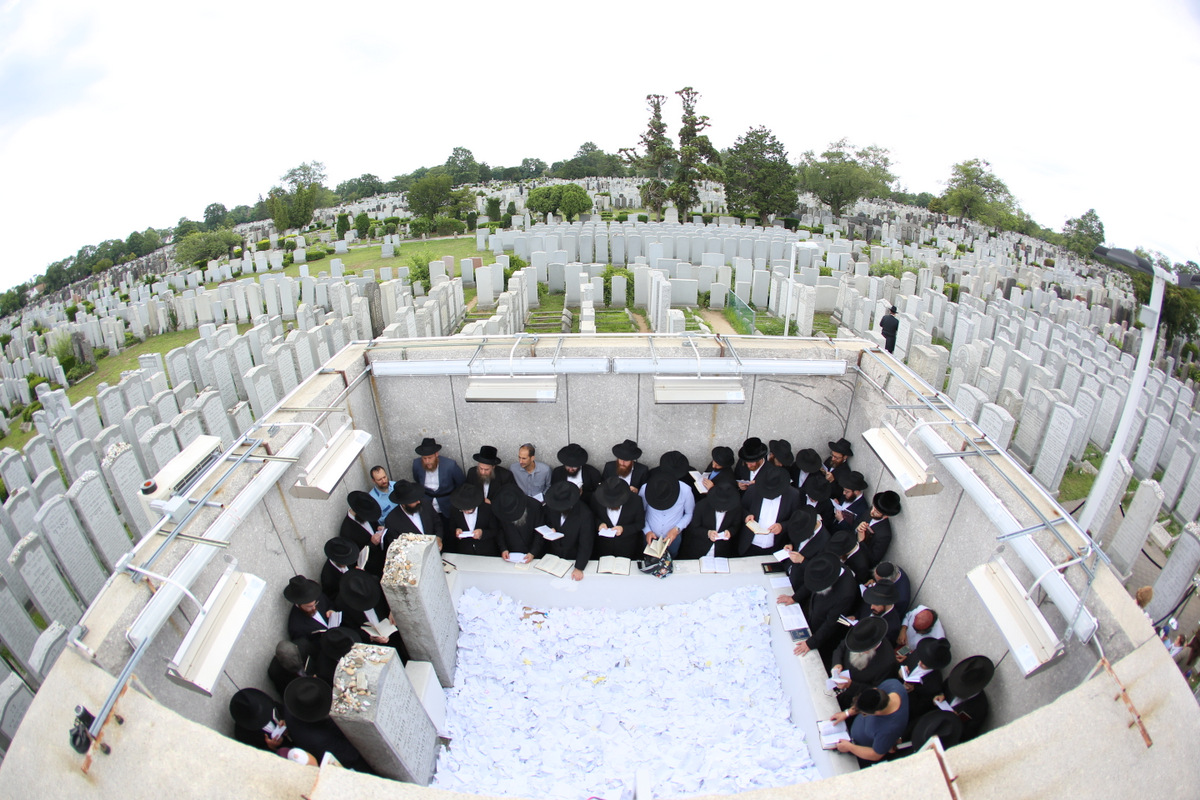
Vista aérea.